# Фоа (острів)
Фоа (тонг. Foa; англ. Foa) — острів у північно-східній частині острівної групи Хаапай округу Хаапай (Королівство Тонга), в південно-західній частині Тихого океану.

## Історія
Острів Фоа був вперше офіційно відкритий європейцям; англійським мандрівником Джеймсом Куком у 1774 році. Поряд з островом, на острові Тофуа у 1789 році зробила невдалу спробу висадитися частина команди на чолі з англійським капітаном Вільямом Блаєм з бунтівного корабля Баунті, після чого вони здійснили найдовшу (6701 км) успішну на той час подорож до острова Тимор у невеликому відкритому човні без сучасних навігаційних засобів, маючи тільки секстант і кишеньковий годинник — без будь-яких карти та компаса. Ця подорож була успішно відтворена у 2009 році командою «Talisker Bounty».
Острови Фоа та Ліфука були кінцем останньої нещасливої подорожі англійського корабля «Порт-о-Пренс», де місцеві жителі, у 1806 році атакували це китобійне судно, яке використовували як капер для перевезення невільників, вбивши більшу частину команди, а корабель затопили. Якір корабля «Порт-о-Пренс» був знайдений водолазами у 2009 році поблизу острова Ліфука. У серпні 2012 року біля берегів острова Фоа, було виявлено місце затоплення і самого судна.
У 2009 році на двох плоских каменях, які були знайдені, на північно-східному узбережжі крайньої північної частини острова були виявлені петрогліфи.

## Географія
Кораловий острів Фоа розташований у північно-східній частині острівної групи Хаапай, за 0,64 км на північний схід від острова Ліфука (тонг. Lifuka), з яким він з'єднаний мостом, на північному сході розташований невеличкий незаселений острівець Нукунамо (тонг. Nukunamo) та острів Ха'ано (тонг. Ha'ano). Острів лежить за 165 км на північ — північний схід від головного острова країни — Тонгатапу. За 68 км на захід розташовані два вулканічні острови Тофуа та Као, на якому розташований найвищий однойменний вулкан всього архіпелагу Тонга висотою 1030 м. Площа острова — 13,39 км². Острів простягся з південного заходу на північний схід на 7,6 км, при максимальній ширині 3,3 км. Довжина берегової лінії близько 18,1 км. Максимальна висота 14 м.
В крайній північній частині острова значимою пам'яткою є чудовий пляж, а також старий курган, який також знаходиться в цьому районі (приблизно за 500 м від дороги). На острові ростуть дикі чагарникові зарості. На узбережжі, поблизу поселення Лотофоа, можна побачити цікаві печери та скельні утворення.

## Населення
Зміна чисельності населення острова Фоа за переписом станом на листопад місяць, з 1996 по 2011 роки:
| Роки                        | 1996  | 2006   | 2011   |
| --------------------------- | ----- | ------ | ------ |
| Чисельність населення, осіб | 1,434 | ▲1,485 | ▼1,359 |

Всього на острові 6 населених пунктів і всі вони розташовані на північно-західному узбережжі острова. Села: Лотофоа (тонг. Lotofoa) 397 осіб, Фангалеоунга (тонг. Fangaleʻounga) — 185 осіб, Фалелоа (тонг. Faleloa) — 401 особа, Фотуа (тонг. Fotua) — 300 осіб, Ха'атеїхо-Сі'ї (тонг. Ha'ateihosi'i) — 81 особа та Ха'афакахенга (тонг. Ha'afakahenga — 115 осіб. Станом на 2011 рік, села Ха'атеїхо-Сі'ї та Ха'афакахенга були приєднанні до села Фалелоа.